# Gliese 656
Gliese 656 è una stella relativamente vicina alla Terra, che si trova ad una distanza di circa 44 anni luce dal sistema solare.
Pur non trattandosi di una stella debolissima (appartiene infatti alla sequenza principale e la sua classe spettrale stimata è tra K0-V e K2.5-Vk), non è sufficientemente luminosa per essere visibile ad occhio nudo dalla superficie della Terra, se non in condizioni estremamente favorevoli. È comunque visibile nella costellazione dell'Altare con un binocolo o un piccolo telescopio, in particolar modo dall'emisfero australe della Terra, vista la sua declinazione pari a -60° 43′. 
La sua magnitudine apparente è 7,38, mentre la magnitudine assoluta è 6,71.
Gliese 656 ha una massa stimata da 0,7 a 0,8 volte quella del Sole, a seconda delle fonti prese in considerazione. Anche il raggio è del 70% di quello della nostra stella, mentre la presenza di metalli è piuttosto bassa, appena il 24% rispetto al Sole.
Nomenclature alternative sono: HD 154577, HIP 83990, LHS 3268, SAO 253819.